# Monarca

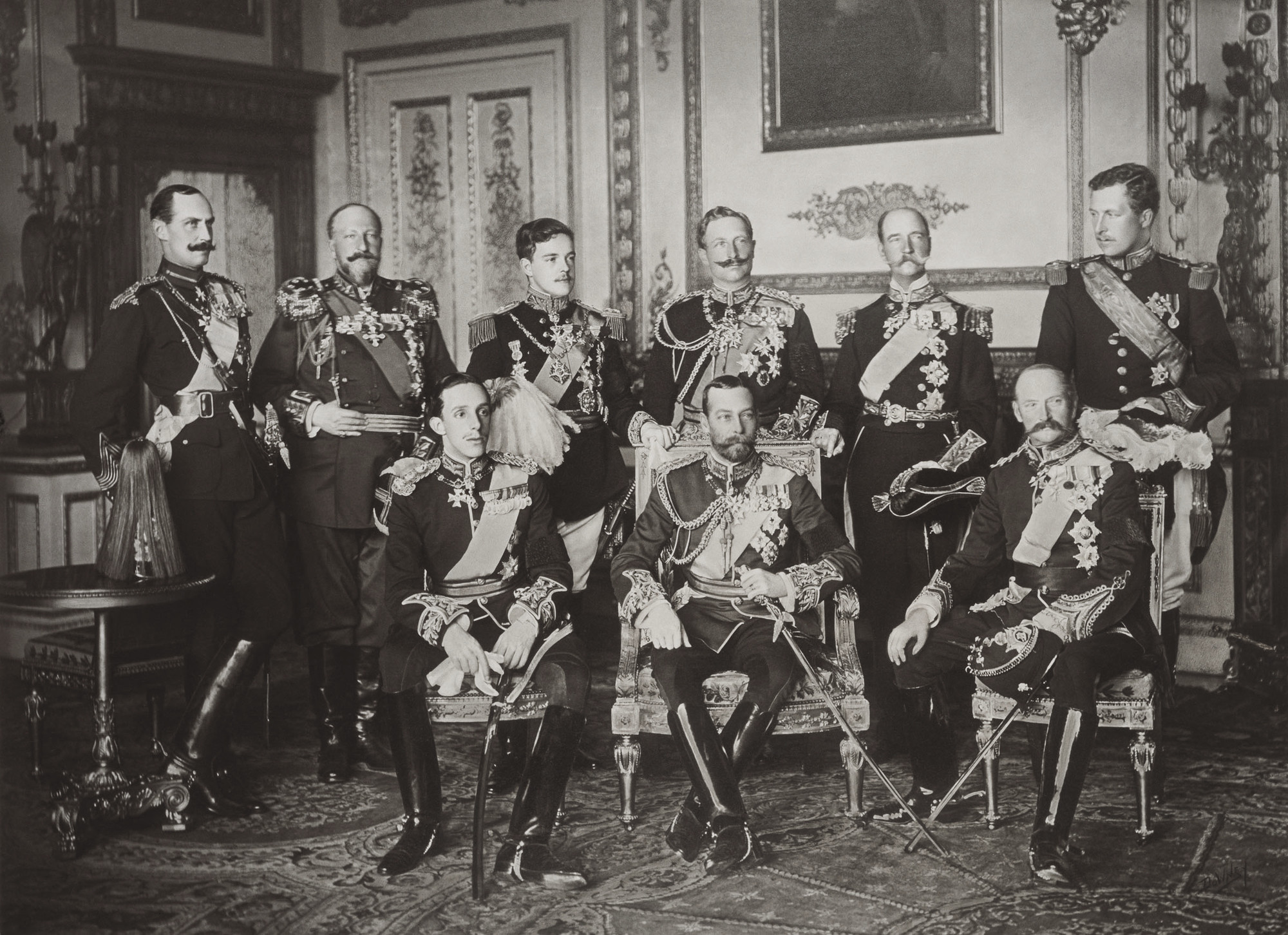
Os Nove Soberanos no Castelo de Windsor para o funeral do Rei Eduardo VII do Reino Unido, fotografados em 20 de maio de 1910. Em pé, da esquerda para a direita: Rei Haakon VII da Noruega, Tsar (Rei) Fernando I da Bulgária, Rei Manuel II de Portugal, Imperador Guilherme II da Alemanha, Rei Jorge I da Grécia e Rei Alberto I da Bélgica. Sentados, da esquerda para a direita: Rei Afonso XIII da Espanha, Rei Jorge V do Reino Unido e Rei Frederico VIII da Dinamarca.

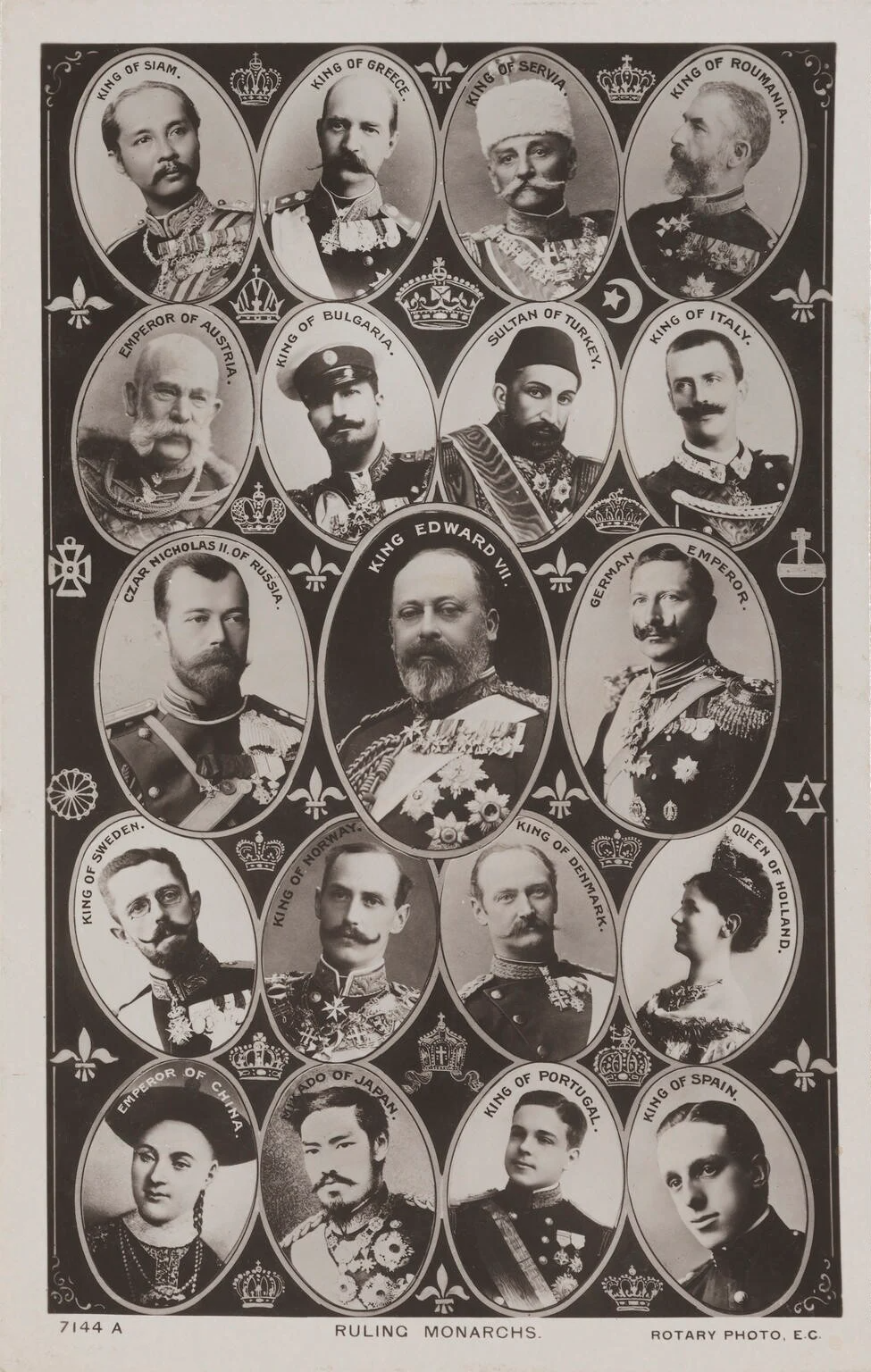
Cartão postal de 1908 mostrando dezenove dos monarcas reinantes do mundo: (da esquerda para a direita): Rei Rama V de Sião (hoje Tailândia), Rei Jorge I da Grécia, Rei Pedro I da Sérvia, Rei Carlos I da Romênia, Imperador e Rei Francisco José I da Áustria-Hungria, Tsar (Rei) Fernando I da Bulgária, Padixá (Imperador) Abdulamide II do Império Otomano, Rei Vítor Emanuel III da Itália, Imperador Nicolau II da Rússia, Rei Eduardo VII do Reino Unido, Imperador Guilherme II da Alemanha, Rei Gustavo V da Suécia, Rei Haakon VII da Noruega, Rei Frederico VIII da Dinamarca, Rainha Guilhermina dos Países Baixos, Imperador Guangxu da China, Imperador Meiji do Japão, Rei Manuel II de Portugal e Rei Afonso XIII da Espanha.

Monarca (do latim monarcha, do grego monárches) é o soberano chefe de Estado vitalício de uma monarquia. Os monarcas, como tais, possuem uma variedade de títulos - rei ou rainha, príncipe ou princesa, imperador ou imperatriz, arquiduque ou arquiduquesa, duque ou duquesa, grão-duque ou grã-duquesa, raja, czar, khan, emir, sultão, etc. Príncipe é às vezes usado como um termo genérico para se referir a qualquer monarca, independentemente do título, especialmente em textos mais antigos.

## Características
Os monarcas, como tal, têm uma variedade de títulos - rei ou rainha, príncipe ou princesa (por exemplo, príncipe de Mônaco), imperador ou imperatriz (por exemplo, imperador da China, imperador da Etiópia, Imperador do Brasil, imperador do Japão, imperador da Índia), arquiduque, duque ou grão-duque (por exemplo, grão-duque de Luxemburgo), emir (por exemplo, emir do Qatar), sultão (por exemplo, sultão de Omã), ou faraó.
A monarquia é de natureza política ou sociocultural, e é geralmente (mas nem sempre) associada ao domínio hereditário. A maioria dos monarcas, tanto historicamente quanto nos dias atuais, nasceu e cresceu dentro de uma família real (cujo governo durante um período de tempo é referido como uma dinastia) e treinada para deveres futuros. Diferentes sistemas de sucessão têm sido utilizados, tais como proximidade de sangue (preferência masculina), primogenitura, antiguidade agnática, lei sálica, etc. Embora tradicionalmente a maioria dos monarcas tenha sido do sexo masculino, as monarcas femininas também governaram, e o termo rainha regente refere-se a um monarca reinante, diferente de uma rainha consorte, a esposa de um rei reinante.
Algumas monarquias não são hereditárias. Em uma monarquia eletiva, o monarca é eleito, mas serve como qualquer outro monarca. Exemplos históricos de monarquia eletiva incluem os imperadores do Sacro Império Romano-Germânico (escolhidos por príncipes-eleitores, mas muitas vezes vindos da mesma dinastia) e a livre eleição de reis da República das Duas Nações. Exemplos modernos incluem o Yang di-Pertuan Agong (lit. "Aquele que é feito Senhor") da Malásia, que é nomeado pela Conferência dos Governantes a cada cinco anos ou após a morte do rei, e o papa da Igreja Católica Romana, que serve como soberano do Estado da Cidade do Vaticano e é eleito para um mandato vitalício pelo Colégio dos Cardeais.
Nos últimos séculos, muitos estados aboliram a monarquia e se tornaram repúblicas. A defesa do governo por uma república é chamada de republicanismo, enquanto a defesa da monarquia é chamada de monarquia. Uma das principais vantagens da monarquia hereditária é a continuidade imediata da liderança nacional, como ilustrado na clássica frase "O [velho] rei está morto. Viva o [novo] Rei!". Nos casos em que o monarca serve principalmente como uma figura cerimonial (por exemplo, a maioria das monarquias constitucionais modernas), a liderança real não depende do monarca.
Uma forma de governo pode, de fato, ser hereditária sem ser considerada uma monarquia, como uma ditadura familiar.

### Monarcas nas Américas

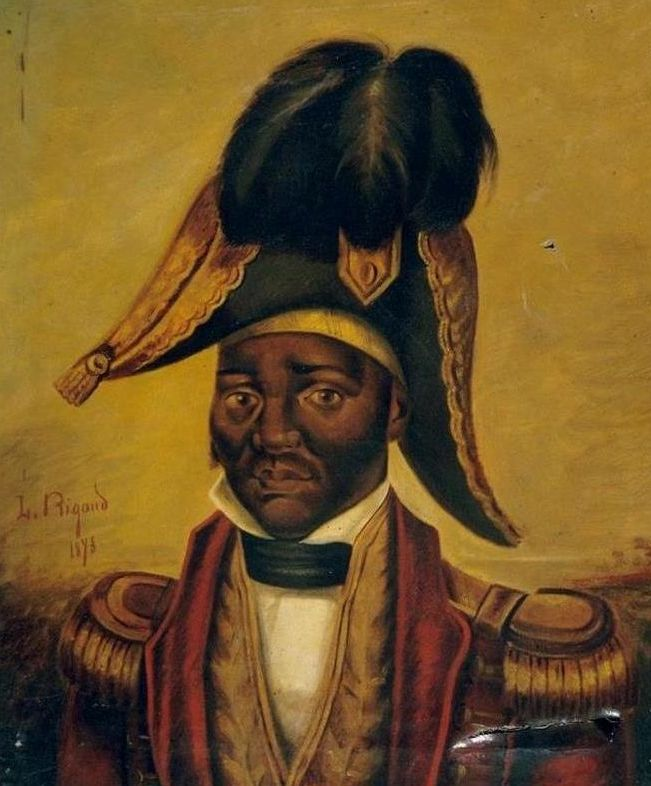
Jacques I, Imperador do Haiti, 1804

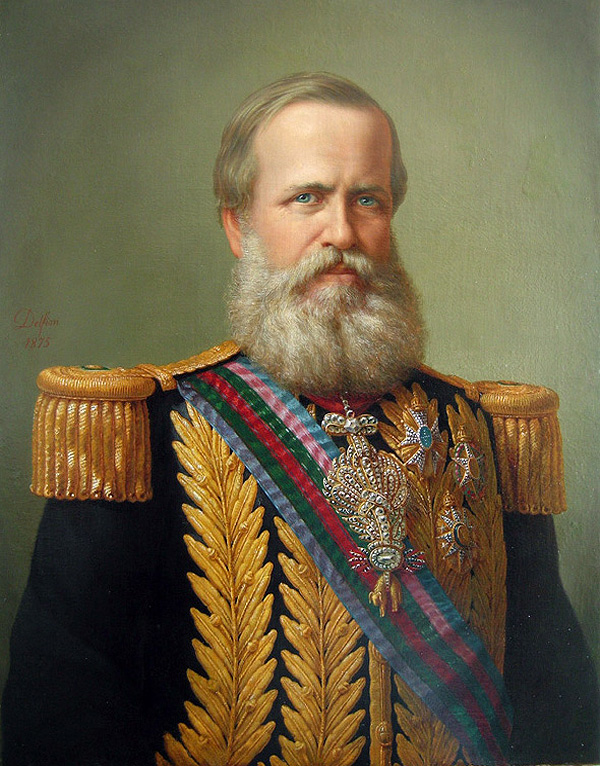
Pedro II, Imperador do Brasil, por Delfim da Câmara

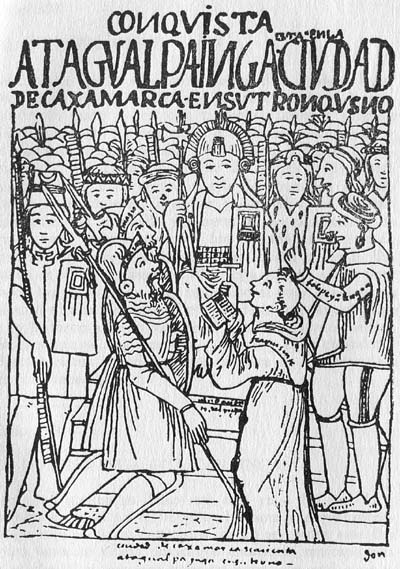
Francisco Pizarro reúne-se com o imperador inca Atahualpa, 1532

O conceito de monarquia existia nas Américas muito antes da chegada dos colonialistas europeus. Quando os europeus chegaram, eles se referiram a essas extensões de terra dentro de territórios de diferentes grupos aborígenes como reinos, e os líderes desses grupos eram frequentemente referidos pelos europeus como reis, particularmente líderes hereditários.
Os títulos pré-coloniais que foram usados incluíam:
- Cacique – Aborígenes de Hispaniola e Borinquen
- Tlatoani – Nahuas
- Ajaw – Maia
- Qhapaq Inka – Tawuantin Suyu (Império Inca)
- Morubixaba – tribos Tupi
- Sha-quan – Rei do mundo usado em algumas tribos nativas americanas

O primeiro monarca local a surgir na América do Norte após a colonização foi Jean-Jacques Dessalines, que se declarou imperador do Haiti em 22 de setembro de 1804. O Haiti teve novamente um imperador, Faustino I de 1849 a 1859. Na América do Sul, o Brasil teve uma casa real governando como imperador entre 1822 e 1889, sob os imperadores Pedro I e Pedro II.
Entre 1931 e 1983, nove outras colônias britânicas anteriores alcançaram a independência como reinos. Todos, incluindo o Canadá, estão em uma relação de união pessoal sob um monarca compartilhado. Portanto, embora hoje existam legalmente dez monarcas americanos, uma pessoa ocupa cada posição distinta.
Além desses estados soberanos, há também uma série de subnacionais. Na Bolívia, por exemplo, o rei afro-boliviano alega descendência de uma dinastia africana que foi retirada de sua terra natal e vendida como escrava. Embora em grande parte um título cerimonial hoje, a posição de rei dos afro-bolivianos é oficialmente reconhecida pelo governo da Bolívia.
| Título masculino | Título feminino | Reino   | Exemplos |
| ---------------- | --------------- | ------- | --- |
| Imperador        | Imperatriz      | Império | Haiti (1804–1806) & (1849–1859), Brasil (1822–1889), México (1821–1823) & (1864–1867), Sapa Inca                                                                  |
| Rei              | Rainha          | Reino   | Haiti (1811-1820), Brasil (1815-1822), Canadá, Jamaica, Bahamas, Granada, Santa Lúcia, São Vicente e Granadinas, Antígua e Barbuda, Belize, São Cristóvão e Nevis |